# أمبر هاريس
أمبر هاريس (بالإنجليزية: Amber Harris)‏ مواليد 16 يناير 1988 في إنديانابوليس، هي لاعبة كرة سلة أمريكية سابقة. بدأت مسيرتها الاحترافية في سنة 2011. تم اختيارها من قبل فريق مينيسوتا لينكس خلال الدرافت. وحملت الرقم 11. فازت بلقب دوري المحترفات.

## روابط خارجية
- أمبر هاريس على موقع الاتحاد الوطني لكرة السلة النسائية (الإنجليزية)
- أمبر هاريس على موقع كرة السلة الأوروبية.كوم (الإنجليزية)
- أمبر هاريس على موقع كلية كرة السلة في سبورتس رفرنس.كوم (الإنجليزية)
- أمبر هاريس على موقع بروبوليرز (الإنجليزية)
- أمبر هاريس على موقع سبورتس رفرنس (الإنجليزية)